# Antiek theater van Lugdunum
Het Antiek theater van Lugdunum is een antiek theater dat aan het begin van onze jaartelling werd gebouwd in de toenmalige Romeinse kolonie Lugdunum. Lugdunum lag op de plek van het tegenwoordige Lyon in Gallia Lugdunensis.
Het theater ligt tegen de helling van de heuvel Fourvière aan, dicht bij de top. Het ligt net naast het Odeion van Lugdunum, waarmee het archeologisch gezien een opmerkelijk koppel vormt dat uniek is voor Gallië. Alleen Vienne beschikt ook over zowel een theater als een odeion.
Het theater werd in twee etappes gebouwd:
1. Onder keizer Augustus werd rond het jaar 15 v.Chr. een theater gebouwd van 90 m. breed, tegen de zijkant van Fourvière. Archeologen hebben tussen de bouwconstructie stenen teruggevonden die afkomstig moeten zijn uit Glanum, nabij het huidige Saint-Rémy-de-Provence.
2. Aan het begin van de 2e eeuw, onder keizer Hadrianus, werd een derde serie treden aangelegd bovenaan het bouwwerk, waardoor het een breedte van 108 m. kreeg en een capaciteit van 10.000 plaatsen.

De voorstellingen, die plaatsvonden van de lente tot in oktober, bestonden voor het grootste deel uit muzikale komedies. De achterwand van het toneel, die er nu niet meer staat, zorgde ervoor dat het geluid tegen de treden terugkaatste.
Met de restauratie van het theater werd begonnen in 1933. Tegenwoordig biedt het elke zomer plaats aan het muziekfestival Nuits de Fourvière.
In de heuvel Fourvière gegraven ligt het Gallo-Romeins museum van Fourvière. Het ligt in de buurt van het theater en odeion. Het museum heeft onder meer een verzameling gegraveerde stenen, beelden, sieraden en gebruiksvoorwerpen uit het begin van onze jaartelling. Ook is er een maquette die een reconstructie toont van de twee antieke monumenten op de heuvel. Het museum bezit ook objecten uit de periode voor de Romeinse bezetting. Ze stammen daarmee van vóór onze jaartelling, uit de Keltische periode. Het museum toont regelmatig tijdelijke exposities.

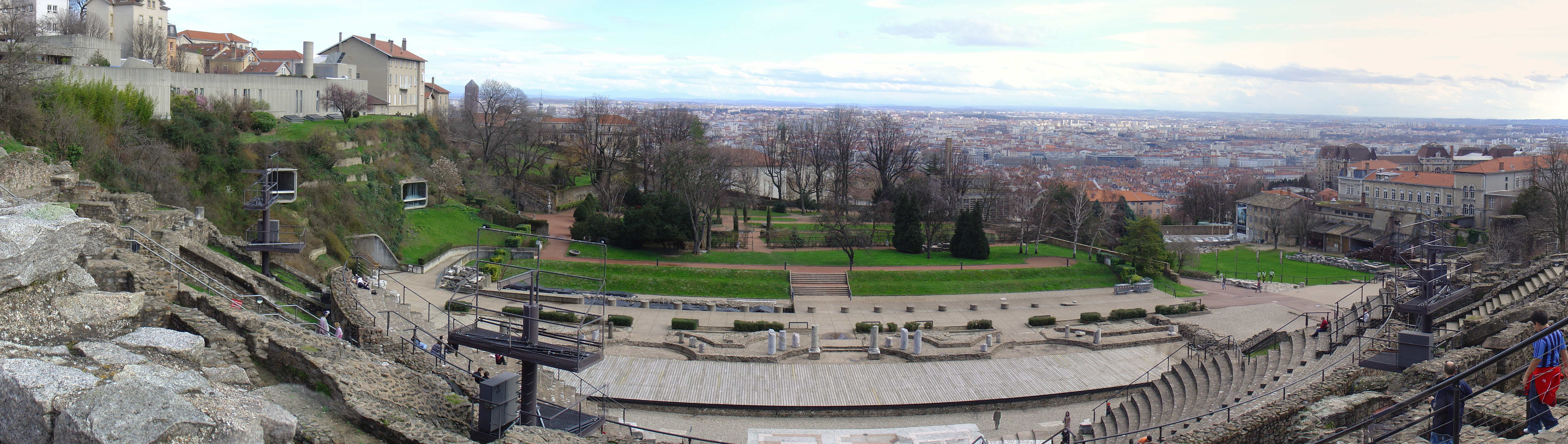
Links in de wal zijn twee vensters van het Gallisch-Romeins museum te zien.